# Tremellia fratercula
Tremellia fratercula är en insektsart som först beskrevs av Lucien Chopard 1937.  Tremellia fratercula ingår i släktet Tremellia och familjen syrsor. Inga underarter finns listade i Catalogue of Life.